# 小太刀術
小太刀術（こだちじゅつ）とは、脇差を使用する剣術。小太刀と呼ばれる事も多い。

## 解説
小太刀術と呼ばれるが、これは小太刀を用いる意味ではなく、打刀の長さより短い刀を用いることから、剣術を意味する「太刀」に小をつけたことに由来する語である。小太刀術の成立は脇差が用いられていた時代のため、具体的には脇差を用いる術である。
稽古に使用する木刀の寸法は各流派により異なり、流派成立の際の脇差などの小刀の大きさが影響しているようである。
（小刀の長さは戦国時代は長かったが短小化していった。）
小太刀術のみを専門にする剣術流派は少なく、通常は剣術の中に付属しているが、全ての流派にあるわけではない。
その多くは入り身を主体とし、柔術的な技法を含む場合も多い。
中条流や、それより生まれた富田流の小太刀術が有名。
剣道においても日本剣道形に小太刀の形があるが、現在はあまり稽古されていない。
明治時代に旧日本陸軍において、日本の伝統的な槍術を元に日本式の銃剣術（現 銃剣道）を制定したが、1921年（大正10年）には陸軍戸山学校において、着剣（銃剣を銃に装着すること）していない状態の銃剣を用いた戦技として、小太刀術を元に短剣術（現 短剣道）も制定した。現在は、短剣術は武道の短剣道として行われ、銃剣道から派生した経緯から全日本銃剣道連盟が短剣道も統括している。
これ以外に、小太刀術の技法を応用した護身術・スポーツとしてスポーツチャンバラがある。